# Alessandro Motti
Alessandro Motti (* 21. Februar 1979 in Correggio) ist ein italienischer Tennisspieler.

## Leben und Karriere
Motti, der mit neun Jahren mit dem Tennissport begann, gewann auf der Challenger Tour mit unterschiedlichen Partnern 16 Titel im Doppel, allesamt auf Sand. Größere Erfolge auf ATP-Ebene gelangen ihm nicht. Bei den Grand-Slam-Turnieren erreichte er 2009 und 2011 in Wimbledon sowie 2009 bei den French Open die erste Hauptrunde der Doppelkonkurrenz. 2018 spielte er zuletzt regelmäßig Turniere.

## Erfolge
| Legende (Anzahl der Siege)  |
| Grand Slam                  |
| ATP World Tour Finals       |
| ATP World Tour Masters 1000 |
| ATP World Tour 500          |
| ATP World Tour 250          |
| ATP Challenger Tour (16)    |

### Doppel

#### Turniersiege
| Nr. | Datum              | Turnier       | Belag | Partner           | Finalgegner                             | Ergebnis          |
| --- | ------------------ | ------------- | ----- | ----------------- | --------------------------------------- | ----------------- |
| 1.  | 4. Juli 2005       | Mantua        | Sand  | Flavio Cipolla    | Salvador Navarro Óscar Serrano Gámez    | 5:7, 6:3, 6:3     |
| 2.  | 10. September 2007 | Todi          | Sand  | Daniele Giorgini  | Enrico Burzi Stefano Galvani            | 3:6, 7:5, [10:4]  |
| 3.  | 15. August 2008    | Vigo          | Sand  | Marco Crugnola    | Pedro Clar Rosselló Pablo Martín Adalia | 6:3, 4:6, [10:4]  |
| 4.  | 27. September 2008 | Neapel (1)    | Sand  | Leonardo Azzaro   | Ismar Gorčić Antonio Maiorano           | 6:75, 6:3, [10:7] |
| 5.  | 13. April 2009     | Rom (1)       | Sand  | Simon Greul       | Daniele Bracciali Filippo Volandri      | 6:4, 7:5          |
| 6.  | 11. Mai 2009       | Zagreb        | Sand  | Peter Luczak      | Brendan Evans Ryan Sweeting             | 6:4, 6:4          |
| 7.  | 31. August 2009    | Como          | Sand  | Marco Crugnola    | Treat Huey Indien                       | 7:63, 6:2         |
| 8.  | 7. September 2009  | Genua         | Sand  | Daniele Bracciali | Amir Hadad Harel Levy                   | 6:4, 6:2          |
| 9.  | 19. Juli 2010      | Orbetello     | Sand  | Alessio di Mauro  | Nikola Mektić Ivan Zovko                | 6:2, 3:6, [10:3]  |
| 10. | 27. März 2011      | Marrakesch    | Sand  | Peter Luczak      | Jamie Cerretani Adil Shamasdin          | 7:65, 7:63        |
| 11. | 17. April 2011     | Rom (2)       | Sand  | Martin Kližan     | Thomas Fabbiano Walter Trusendi         | 7:63, 6:4         |
| 12. | 10. Juli 2011      | San Benedetto | Sand  | Alessio di Mauro  | Daniele Giorgini Stefano Travaglia      | 7:65, 4:6, [10:7] |
| 13. | 28. April 2012     | Neapel (2)    | Sand  | Laurynas Grigelis | Rameez Junaid Igor Zelenay              | 6:4, 6:4          |
| 14. | 13. September 2013 | Sevilla       | Sand  | Stéphane Robert   | Stephan Fransen Wesley Koolhof          | 7:5, 7:5          |
| 15. | 27. Juli 2014      | Oberstaufen   | Sand  | Wesley Koolhof    | Radu Albot Mateusz Kowalczyk            | 7:67, 6:3         |
| 16. | 13. August 2016    | Fano          | Sand  | Riccardo Ghedin   | Lucas Miedler Mark Vervoort             | 6:4, 6:4          |

#### Finalteilnahmen
| Nr. | Datum       | Turnier  | Belag | Partner     | Finalgegner              | Ergebnis |
| --- | ----------- | -------- | ----- | ----------- | ------------------------ | -------- |
| 1.  | 7. Mai 2017 | Istanbul | Sand  | Tuna Altuna | Roman Jebavý Jiří Veselý | 0:6, 0:6 |